# Mecz śmierci
Mecz śmierci (ukr. Матч смерті, ros. Матч смерти) – określenie nieoficjalnego meczu piłkarskiego z 1942 roku, który odbył się pomiędzy byłymi piłkarzami radzieckiej ligi (w większości Dynama Kijów) a żołnierzami Luftwaffe 9 sierpnia w Kijowie. Mecz wygrali piłkarze ukraińscy. Część z nich zostało później aresztowanych i wysłanych do obozów, gdzie niektórzy z nich zostali zabici.

## Tło
Piłka nożna stała się bardzo popularna w Związku Radzieckim, a szczególnie na Ukrainie w latach 30. XX wieku. W tamtym czasie najlepszą ukraińską drużyną było Dynamo Kijów. W ZSRR piłka nożna była zarządzana przez państwo. Dynamo w lidze w roku 1938 było czwarte, ale gorzej szło tej drużynie w sezonach 1939 oraz 1940.
Sezonu 1941 nie dokończono z powodu ataku Niemiec na ZSRR, który rozpoczął się 22 czerwca 1941 roku. Niektórzy z zawodników Dynama, którzy bronili Kijowa, trafili do obozów koncentracyjnych.

## Start Kijów
Bramkarz Dynama Mykoła Trusewicz znalazł pracę w kijowskiej Piekarni nr 1. Dołączyło do niego później kilku innych byłych kolegów z drużyny, a Józef Kordik, inżynier z Moraw i dyrektor piekarni zachęcił ich do utworzenia drużyny piłkarskiej. W ciągu następnych kilku tygodni sformowano drużynę i nazwano ją Start. Składała się ona z ośmiu byłych graczy Dynama i trzech Łokomotywu. 7 czerwca 1942 roku Start rozegrał pierwszy mecz w lokalnej lidze, utworzonej przez Georgija Szwecowa, wygrywając 7:2 z jego drużyną, Ruchem Kijów.
W 1942 Start rozegrał kilka meczów, głównie z drużynami złożonymi z żołnierzy garnizonów okupacyjnych, wygrywając wszystkie:
| Data       | Przeciwnik          | Wynik |
| ---------- | ------------------- | ----- |
| 21 czerwca | węgierski garnizon  | 6:2   |
| 5 lipca    | rumuński garnizon   | 11:0  |
| 12 lipca   | pracownicy kolejowi | 9:1   |
| 17 lipca   | RSG                 | 6:0   |
| 19 lipca   | MSG.Wal             | 5:1   |
| 21 lipca   | MSG.Wal             | 3:2   |
| 6 sierpnia | Flakelf             | 5:1   |

## Mecz

### Skład drużyny Start
- Mykoła Trusewicz
- Ołeksij Kłymenko
- Iwan Kuźmenko
- Mychajło Swiridowski
- Mykoła Korotkych
- Fedir Tiutczew
- Mychajło Putystin
- Wasyl Suchariew
- Wołodymyr Bałakin
- Mychajło Melnyk
- Makar Honczarenko

### Protokół meczu
Zespół Luftwaffe, Flakelf, poprosił o rewanż, który został zaplanowany na 9 sierpnia na stadionie Zenitu, przy widowni liczącej 2000 osób. Według wersji wydarzeń spopularyzowanej w czasach ZSRR, piłkarze Startu zostali ostrzeżeni, że jeśli wygrają, to mogą ponieść kary.
Przebieg jedynie pierwszej połowy został udokumentowany – drużyna Flakelfu pierwsza zdobyła bramkę, jednak Start zdołał wyrównać – Iwan Kuźmenko zdobył gola strzałem z dystansu. Następne 2 bramki zdobył Honczarenko i po 45 minutach było 3:1. W drugiej połowie obie drużyny strzeliły po 2 bramki i mecz zakończył się wynikiem 5:3.

## Po meczu
Tydzień później, 16 sierpnia, Start pokonał Ruch 8:0. Wkrótce po tym meczu, kilku piłkarzy Startu zostało zaaresztowanych i torturowanych przez Gestapo; oskarżono ich o bycie członkami NKWD. Część zesłano do obozu koncentracyjnego w Babim Jarze; w lutym 1943 zginęli tam Kuźmenko, Kłymenko i Trusewicz. Jak ustalili historycy, egzekucja na zawodnikach Dynama odbyła się dopiero rok później i wcale nie z powodów piłkarskich. Po bójce w kijowskiej piekarni Niemcy wydali rozkaz zastrzelenia sprawców, wśród których było kilku uczestników pamiętnego meczu

## Popularyzacja
Izwiestija były pierwszą gazetą, która wspomniała o egzekucji na piłkarzach. Relacja ta miała miejsce w wydaniu z 16 listopada 1943, ale nie wspomniano w niej o meczu.
Na „mecz śmierci” zaczęto w ZSRR zwracać uwagę szczególnie po roku 1958, kiedy to Petro Sewerow napisał w gazecie „Wieczorny Kijów” artykuł pt. „Ostatni pojedynek”. Rok później Sewerow, wraz z Naumem Chalemskim, wydał książkę pod tym samym tytułem.
Historia stała się bardzo popularna w Związku Radzieckim, szczególnie na Ukrainie. Na podstawie tej historii nakręcono dwa filmy: Trzecia część (1964) oraz Mecz śmierci.
Inspirowane „meczem śmierci” są również dwa filmy spoza ZSRR: węgierski pt. Dwie połowy w piekle (1961) oraz amerykański pt. Ucieczka do zwycięstwa (1981). O meczu opowiada także powieść Jamesa Riordana, Mecz śmierci.
We współczesnej kulturze najbardziej spopularyzował temat rosyjski film Mecz Andrieja Maljukowa (2012), przez środowiska nacjonalistyczne na Ukrainie odebrany jako antyukraiński.

## Wątpliwości
Źródła nie wskazują, jakoby aresztowania i śmierć piłkarzy miały związek z rozegraniem „meczu śmierci”. Naoczni świadkowie (w tym Honczarenko, w wywiadzie przeprowadzonym z nim przez Radio Kijów) zaprzeczają wysuwaniu gróźb pod adresem radzieckich zawodników przed meczem. Aresztowanie i śmierć Mykoły Korotkycha nastąpiły prawdopodobnie w związku z jego rzeczywistą przynależnością do NKWD.